# 泉州医学高等专科学校
泉州医学高等专科学校，简称泉州医高专，是中华人民共和国的一所全日制公办省属普通高等专科学校，位于福建省泉州市，两个校区分别位于洛江区和南安市罗东镇。
1951年，晋江医士学校成立。1952年12月，泉州惠世高级护士职业学校并入晋江医士学校，并更名为晋江卫生学校。1953年8月，更名为晋江医士学校。1958年，设立泉州大学医学院。1959年，泉州大学医学院和晋江医士学校合并为泉州医学专科学校。1962年，改建为晋江专区卫生学校。1966年，学校停办。1974年6月复办，并更名为晋江地区卫生学校。1986年，更名为泉州卫生学校。2004年5月，升格为泉州医学高等专科学校。